# São Valentim do Sul
São Valentim do Sul este un oraș în Rio Grande do Sul (RS), Brazilia.